# خوزه آریستیمونیو
خوزه آریستیمونیو (انگلیسی: Jose Aristimuño) استراتژیست سیاسی است که در واشینگتن، دی. سی. اقامت دارد. آریستیمونیو رئیس و مؤسس سازمان استراتژی (LLC), است. او سابقاً معاون خبرگزاری ملی حزب دموکرات (ایالات متحده آمریکا) بود. آریستیمونیو در اداره بهداشت و خدمات انسانی خدمت کرد و در آنجا مدیر رسانه ویژه بود. در هنگام انتخابات ۲۰۱۶، آریستیمونیو معاون دبیر مطبوعاتی ملی و مدیر رسانه اسپانیولی فرماندار پیشین مریلند بود.